# 니가타 대학
니가타 대학(일본어: 新潟大学, Niigata University)은 일본의 국립 대학이다. 대학 본부는 니가타현 니가타시 니시 구(西區)에 있다.

## 연혁
니가타 대학의 기원은 1870년에 설립된 교리쓰(共立/공동설립) 병원이다. 1910년에 관립(국립) 니가타 의학 전문학교가 설치되어, 1922년에 니가타 의과대학(新潟醫科大學)으로 승격했다.
1949년에 니가타 의과대학, 니가타 고등학교, 니가타 제1 사범학교(新潟第一師範學校), 니가타 제2 사범학교, 니가타 청년 사범학교, 니가타 현립 농림 전문학교(新潟縣立農林專門學校), 나가오카 공업 전문학교(長岡工業專門學校)를 통합해 니가타 대학이 발족했다.
- 1870년 : 교리쓰(共立) 병원 설립. 의학교육을 개시.
- 1873년 : 사립 니가타 병원 개설.
- 1876년 : 현립(縣立) 니가타 병원이 됨.
- 1879년 : 니가타 의학교 부속 병원이 됨.
- 1889년 : 시립 니가타 병원으로 개칭 (니가타 의학교는 1888년에 폐교).
- 1910년 : 관립 니가타 의학 전문학교 개교 (현 아사히마치(旭町) 캠퍼스).
  - 시립 니가타 병원은 부속 병원이 됨.
- 1922년 : 니가타 의과대학으로 승격.
- 1947년 : 북일본(北日本) 종합대학 설립 운동 개시.
- 1949년 : 니가타 대학 발족 (학부: 인문학부, 교육학부, 이학부, 의학부, 공학부, 농학부).
- 1965년 : 치과학부를 설치.
- 1970년 : 인문학부와 이학부가 이카라시(五十嵐) 캠퍼스로 이전.
- 1974년 : 농학부가 이카라시 캠퍼스로 이전.
- 1977년 : 인문학부를 법문학부로 개명.
- 1980년 : 법문학부를 분리: 인문학부, 법학부, 경제학부. 공학부가 이카라시 캠퍼스로 이전.
- 1982년 : 교육학부가 이카라시 캠퍼스로 이전.

이하, 니가타 대학에 통합된 구 학교들의 연혁이다.
- 1919년 4월 : 니가타 고등학교(新潟高等學校) 설치 (3년제).
  - 일본 국립 제9 고등학교.
- 1949년 5월 : 니가타 대학 인문학부와 이학부가 됨.

- 1874년 2월 : 관립 니가타 사범학교(新潟師範學校) 설립.
- 1875년 12월 : 니가타현이 소학강습소(小學講習所)를 설치.
- 1877년 2월: 관립 니가타 사범학교 폐교. 소학강습소가 니가타 현 사범학교(新潟縣師範學校)로 개칭.
- 1877년 3월: 니가타 학교(新潟學校) 사범학과로 개칭 (구 관립 사범학교의 교사로 이전).
- 1886년 12월 : 니가타 현 심상 사범학교(新潟縣尋常師範學校)로 개칭.
- 1898년 4월 : 니가타 현 사범학교로 개칭.
- 1899년 4월 : 니가타 현 제1 사범학교(新潟縣第一師範學校)로 개칭.
- 1900년 4월 : 남자 사범학교와 여자 사범학교를 분리.
- 1901년 3월 : 니가타 현 니가타 사범학교(新潟縣新潟師範學校)로 개칭.
- 1943년 4얼 : 남자 사범학교를 여자 사범학교와 톤합. 관립 니가타 제1 사범학교로 승격.
- 1949년 5월 : 니가타 대학 교육학부가 됨.

- 1899년 1월 : 현 조에쓰시에 니가타 현 제2 사범학교(新潟縣第二師範學校) 설립 (남자학교).
- 1901년 3월 : 니가타 현 다카다 사범학교(新潟縣高田師範學校)로 개칭.
- 1943년 4얼 : 관립 니가타 제2 사범학교(新潟第二師範學校)로 승격.
- 1947년 4월 : 여자부를 설치.
- 1949년 5월 : 니가타 대학 교육학부가 됨 (다카다 분교(高田分校)).
  - 다카다 분교는 1982년에 폐지되었다. 부속 학교들은 조에쓰 교육대학(1978년 설립)로 인수되었다.

- 1921년 : 현 가모시(加茂市)에 니가타 현립 농업보습학교 교원 양성소(新潟縣立農業補習學校敎員養成所) 설립.
- 1935년 : 니가타 현립 청년학교 교원 양성소(新潟縣立靑年學校敎員養成所)로 개칭.
- 1944년 : 관립 니가타 청년 사범학교(新潟靑年師範學校)로 승격.
- 1946년 : 현 시바타시로 이전.
- 1949년 : 니가타 대학 교육학부가 됨.

- 1945년 : 현 가모시(加茂市)에 니가타 현립 농림 전문학교(新潟縣立農林專門學校) 설립.
- 1946년 : 현 고센시로 이전.
- 1949년 : 니가타 대학 농학부가 됨.

- 1923년 12월: 나가오카시에 나가오카 고등 공업학교(長岡高等工業學校) 설립.
  - 학과: 전기공학과, 기계공학과, 응용화학과.
- 1944년 : 나가오카 공업 전문학교로 개칭.
  - 학과: 기계과, 전기과, 화학공업과.
- 1949년 : 니가타 대학 공학부가 됨.

## 캠퍼스
- 이카라시(五十嵐) 캠퍼스: 대학 본부 캠퍼스.
- 니가타현 니가타시 니시 구(西區) 이카라시 2노초(五十嵐2の町) 8500.
- 아사히마치(旭町) 캠퍼스: 의학부, 치과학부 캠퍼스.
- 니가타 현 니가타 시 주오 구(中央區) 아사히마치도리(旭町通) 1.

## 조직

### 학부
- 인문학부
- 교육학부
- 법학부
- 경제학부
- 이학부
- 의학부
- 치과학부(齒學部)
- 공학부
- 농학부

### 대학원
- 교육학 연구과 (석사 과정)
- 보건학 연구과 (석사/박사 과정)
- 현대 사회문화 연구과 (석사/박사 과정)
- 자연과학 연구과 (석사/박사 과정)
- 의·치학(醫齒學) 연구과 (박사 과정)
- 기술 경영 종합 연구과 (전문직 대학원)
- 실무 법학 연구과 (전문직 대학원. 법과대학원)

### 부속기관
- 도서관
- 의·치학(醫齒學) 종합 병원
- 뇌연구소
- 아사히마치(旭町) 학술자료 전시관(學術資料展示館)